# فرنسيس بوغز
فرنسيس بوغز (بالإنجليزية: Francis Boggs)‏ هو منتج أفلام وكاتب سيناريو ومخرج وممثل أمريكي، ولد في 1 مارس 1870 في سانتا روسا في الولايات المتحدة، وتوفي في 27 أكتوبر 1911 في لوس أنجلوس في الولايات المتحدة بسبب إصابة بعيار ناري.

## وصلات خارجية
- فرنسيس بوغز على موقع IMDb (الإنجليزية)
- فرنسيس بوغز على موقع ألو سيني (الفرنسية)
- فرنسيس بوغز على موقع قاعدة بيانات الفيلم (الإنجليزية)
- فرنسيس بوغز على موقع كينوبويسك (الروسية)